# 창리초등학교
창리초등학교는 대한민국 충청북도 청주시 청원구에 있는 초등학교다.

## 연혁
- 2013. 5. 8 학교 설립 인가
- 2015. 3. 1 초등학교 8학급 개교, 유치원 3학급 개원
- 2015. 3. 1 초대 김옥배 교장 부임